# Caix
Caix je francouzská obec v departementu Somme v regionu Hauts-de-France. V roce 2013 zde žilo 749 obyvatel.

## Poloha
Sousední obce jsou: Beaufort-en-Santerre, Cayeux-en-Santerre, Guillaucourt, Harbonnières, Le Quesnel, Rosières-en-Santerre a Vrély.

## Vývoj počtu obyvatel
Počet obyvatel